# HANDA CUP・プラチナレディースボウリングトーナメント
HANDA CUP・プラチナレディースボウリングトーナメント（ハンダカップ・プラチナレディースボウリングトーナメント）は、2008年に創設され、ジャパンレディースボウリングクラブ（JLBC）主催、国際スポーツ振興協会の特別協賛により、毎年行われる女子プロアマボウリングの大会である。日本プロボウリング協会の承認大会である。

## 大会の参加資格
大会開催時に満50歳以上の女子シニアボウラー。プロとジャパンレディースボウリングクラブ会員のアマチュアをあわせ、総勢180〜200名程度が参加出来る。日程は、予選と決勝をあわせて、1日で行う。

## 大会の流れ
予選
予選は6G行い、上位者が、決勝へと進む。
決勝
決勝は2Gを行い、予選とあわせたトータル8Gで順位を決定する。

## 特別ルール
年齢により、ハンデが与えられる。
- アマチュア（1Gにつき）
  - 60歳以上、5ピン
  - 65歳以上、10ピン
  - 70歳以上、15ピン
  - 75歳以上、20ピン
- プロ（1Gにつき）
  - 65歳以上、5ピン

## 受賞
プロの部とアマの部で、それぞれ表彰される。65歳以上は、プラチナシニアの部にて表彰される。ベストドレッサー賞も選出される年もある。

## 歴代優勝者
| 年     | 回 | プロ優勝者 | 会場                                 |
| ------ | -- | ---------- | ------------------------------------ |
| 2014年 | 7  | 小山康代   | 品川プリンスホテルボウリングセンター |
| 2013年 | 6  | 小野日出朱 | 品川プリンスホテルボウリングセンター |
| 2012年 | 5  | 杉本勝子   | 品川プリンスホテルボウリングセンター |
| 2011年 | 4  | 山本由美子 | 品川プリンスホテルボウリングセンター |
| 2010年 | 3  | 小磯尚美   | 品川プリンスホテルボウリングセンター |
| 2009年 | 2  | 山本由美子 | 品川プリンスホテルボウリングセンター |
| 2008年 | 1  | 河崎憲子   | 品川プリンスホテルボウリングセンター |

## 外部サイト
- 日本プロボウリング協会